# 21-es busz (Szombathely)
A szombathelyi 21-es jelzésű autóbusz a Herény - Vasútállomás - Bükkfa utca - Bogát - Vasútállomás - Herény útvonalon közlekedik. A vonalat a Blaguss Agora üzemelteti. A járatok összehangoltan üzemelnek a 12-es és 21A buszokkal. A buszokra csak az első ajtón lehet felszállni.

## Története
2016. február 1-ig a Vasútállomás és a Sport tér megállóhelyek közlekedett, a Hunyadi János úton át, csak tanítási munkanapokon, csúcsidőben.
2016. február 1-től a Vasútállomás - Bogát - Sport tér - Vasútállomás útvonalon közlekedett, a Károly Róbert utca érintése nélkül. A buszok ekkor minden időszakban közlekedtek.
2017. február 1-től üzemideje lecsökkent a munkanapi csúcsidőkre, egyéb időszakban szerepét az újonnan létrehozott 21B járat vette át, a Károly Róbert utca érintésével.
2022. január 1-től a vonal üzemeltetését a Blaguss Agora vette át. Ettől a naptól kezdve a járatok a Károly Róbert utcát mindig érintik, illetve meghosszabbításra kerültek egészen Herényig, kiváltva ezzel az 1C járatait.

## Közlekedése
Munkanapokon csúcsidőben óránként, minden egyéb időszakban kétóránként közlekedik. A 12-es busszal közösen csúcsidőben 30 perces, egyéb időszakban 60 perces követést biztosítanak. Hétvégén délelőtt két indulását a 21A járat pótolja.

## Útvonala
| Herény → Vasútállomás → Bükkfa utca → Bogát → Vasútállomás → Herény |
| --- |
| Herény, Béke tér - Szent Imre herceg útja - Paragvári utca - Petőfi Sándor utca - Király utca - Széll Kálmán utca - Éhen Gyula tér - Szelestey László utca - Vörösmarty Mihály utca - Szent Márton utca - Thököly Imre utca - II. Rákóczi Ferenc utca - Szent Flórián körút - Rumi út - Rumi Külső út - Bükkfa utca - Rumi út - Ifjúság utca - Rumi Külső út - Bogát fasor - Bogáti út - Szent István király utca - Rumi út - Szent Flórián körút - II. Rákóczi Ferenc utca - Thököly Imre utca - Szent Márton utca - Vörösmarty Mihály utca - Széll Kálmán utca - Éhen Gyula tér - Szelestey László utca - Petőfi Sándor utca - Paragvári utca - Szent Imre herceg útja - Herény, Béke tér |

## Megállói
Az átszállási lehetőségek között a 12-es és a 21A buszok nincsenek feltüntetve.
| 21 (Herény → Vasútállomás → Bükkfa utca → Bogát → Vasútállomás → Herény) | 21 (Herény → Vasútállomás → Bükkfa utca → Bogát → Vasútállomás → Herény) | 21 (Herény → Vasútállomás → Bükkfa utca → Bogát → Vasútállomás → Herény) | 21 (Herény → Vasútállomás → Bükkfa utca → Bogát → Vasútállomás → Herény) | 21 (Herény → Vasútállomás → Bükkfa utca → Bogát → Vasútállomás → Herény) | 21 (Herény → Vasútállomás → Bükkfa utca → Bogát → Vasútállomás → Herény)          | 21 (Herény → Vasútállomás → Bükkfa utca → Bogát → Vasútállomás → Herény) | 21 (Herény → Vasútállomás → Bükkfa utca → Bogát → Vasútállomás → Herény) |
| Perc (↓)                                                                 | Perc (↓)                                                                 | Megállóhely                                                              | Perc (↑)                                                                 | Perc (↑)                                                                 | Átszállási lehetőségek                                                            | Fontosabb létesítmények |                                                                          |
| ------------------------------------------------------------------------ | ------------------------------------------------------------------------ | ------------------------------------------------------------------------ | ------------------------------------------------------------------------ | ------------------------------------------------------------------------ | --------------------------------------------------------------------------------- | --- | ------------------------------------------------------------------------ |
| 0                                                                        | 0                                                                        | Herény, Béke tér                                                         | 43                                                                       | 39                                                                       |                                                                                   | Herényi templom, Béke tér, Gothard-kastély, Herényiek Háza |                                                                          |
| 1                                                                        | 1                                                                        | Tulipán utca                                                             | 42                                                                       | 38                                                                       |                                                                                   | Hóvirág utcai temető |                                                                          |
| 2                                                                        | 2                                                                        | Senyefai utca (Korábban: Arborétum)                                      | 41                                                                       | 37                                                                       |                                                                                   | |                                                                          |
| 3                                                                        | 3                                                                        | Arborétum (Korábban: Szent Imre herceg út 93.)                           | 40                                                                       | 36                                                                       |                                                                                   | Kámoni Arborétum |                                                                          |
| 4                                                                        | 3                                                                        | Szent Imre herceg út 59.                                                 | 39                                                                       | 35                                                                       |                                                                                   | Kámoni templom |                                                                          |
| 5                                                                        | 4                                                                        | Szófia utca                                                              | 38                                                                       | 34                                                                       | 24                                                                                | Gothard Jenő Általános Iskola, Benczúr Gyula utcai Óvoda |                                                                          |
| 6                                                                        | 5                                                                        | Művészeti Gimnázium (Paragvári utca)                                     | 37                                                                       | 33                                                                       | 2A, 2C, 4H, 5, 5H, 9, 10H, 20A, 20C, 22, 24, 25, 29A, 29C                         | Művészeti Gimnázium |                                                                          |
| 8                                                                        | 6                                                                        | Dr. István Lajos körút (Korábban: Horváth Boldizsár körút)               | 35                                                                       | 32                                                                       | 22, 25                                                                            | Markusovszky Kórház, Nővér szálló, Vérellátó |                                                                          |
| 9                                                                        | 7                                                                        | Paragvári utcai Általános Iskola                                         | 34                                                                       | 31                                                                       | 22, 25                                                                            | Paragvári utcai Általános Iskola, Deák Ferenc utcai rendelő |                                                                          |
| 10                                                                       | 8                                                                        | Berzsenyi Könyvtár                                                       | 33                                                                       | 30                                                                       | 1U, 5, 22, 23, 25                                                                 | Berzsenyi Dániel Könyvtár, Petőfi Üzletház, A 14 emeletes épület, Domonkos rendház, Nemzeti Adó- és Vámhivatal, Tüdőszűrő, Paragvári utcai Általános Iskola                  |                                                                          |
| ∫                                                                        | ∫                                                                        | Szelestey László utca 15. (Korábban: Március 15. tér)                    | 32                                                                       | 29                                                                       | 1U, 5, 22, 23, 25                                                                 | SZTK, Március 15. tér, Művelődési és Sportház |                                                                          |
| 12                                                                       | 10                                                                       | Savaria Nagyszálló (Korábban: MÁV Zrt. Területi Igazgatóság)             | ∫                                                                        | ∫                                                                        | 1U, 5, 22, 23, 25                                                                 | MÁV Zrt. Területi Igazgatóság, Savaria Nagyszálló, Mártírok tere, Savaria Mozi                                                                                               |                                                                          |
| ∫                                                                        | ∫                                                                        | Szelestey László utca 27.                                                | 31                                                                       | 28                                                                       | 1U, 5, 22, 23, 25                                                                 | |                                                                          |
| 13                                                                       | 11                                                                       | 56-osok tere (Széll Kálmán utca)                                         | ∫                                                                        | ∫                                                                        | 1U, 2A, 3H, 5, 6, 6H, 9, 10H, 20A, 22, 23, 25, 27, 27A, 29A, 30Y                  | 56-osok tere, Vámhivatal, Földhivatal, Államkincstár, Gyermekotthon |                                                                          |
| 17                                                                       | 15                                                                       | Vasútállomás                                                             | 29                                                                       | 26                                                                       | 1U, 2A, 2C, 3H, 5, 6, 6H, 7, 9, 10H, 20A, 20C, 22, 23, 25, 27, 27A, 29A, 29C, 30Y | Szombathely Helyi autóbusz-állomás, Éhen Gyula tér |                                                                          |
| 19                                                                       | 17                                                                       | 56-osok tere (Vörösmarty utca) (↓) 56-osok tere (Széll Kálmán utca) (↑)  | 25                                                                       | 22                                                                       | 1U, 2A, 2C, 3H, 5, 6, 6H, 7, 9, 10H, 20A, 20C, 22, 23, 25, 27, 27A, 29A, 29C, 30Y | 56-osok tere, Vámhivatal, Földhivatal, Államkincstár, Gyermekotthon |                                                                          |
| 21                                                                       | 18                                                                       | Aluljáró (Szent Márton utca)                                             | ∫                                                                        | ∫                                                                        | 5H, 6, 7, 10H, 20C, 27, 27A, 30Y                                                  | Borostyánkő Áruház, Vásárcsarnok, Vízügyi Igazgatóság |                                                                          |
| ∫                                                                        | ∫                                                                        | Aluljáró (Thököly utca)                                                  | 23                                                                       | 20                                                                       | 6, 7, 9, 10H, 20A, 27, 27A, 30Y                                                   | Történelmi Témapark, Szent Erzsébet Ferences templom, Kanizsai Dorottya Gimnázium                                                                                            |                                                                          |
| 23                                                                       | 20                                                                       | Városháza                                                                | 22                                                                       | 19                                                                       | 5H, 6, 7, 9, 10H, 20A, 20C, 27, 27A, 30Y                                          | Városháza, Fő tér, Isis irodaház, Okmányiroda |                                                                          |
| 24                                                                       | 21                                                                       | Batthyány tér                                                            | 21                                                                       | 18                                                                       | 6, 20A, 20C                                                                       | Képtár, Iseum, Zsinagóga, Bartók Béla Zeneiskola, Bartók terem, Zrínyi Ilona Általános Iskola, Horváth Boldizsár Szakközépiskola, Kanizsai Dorottya Gimnázium, Batthyány tér |                                                                          |
| 25                                                                       | 22                                                                       | Rákóczi utcai iskola                                                     | 20                                                                       | 17                                                                       | 6, 20A, 20C                                                                       | Zrínyi Ilona Általános Iskola Rákóczi utcai épülete, ÉGÁZ |                                                                          |
| 27                                                                       | 23                                                                       | Szent Flórián körút 33.                                                  | 18                                                                       | 16                                                                       | 2A, 2C, 6, 6H, 8H, 20A, 20C, 29A, 29C                                             | Gazdag Erzsi Óvoda |                                                                          |
| 28                                                                       | 24                                                                       | Waldorf iskola (Korábban: Fiatal Házasok Otthona)                        | 17                                                                       | 15                                                                       | 2A, 2C, 4H, 6, 6H, 8H, 20A, 20C, 23, 29A, 29C                                     | Apáczai Waldorf Általános Iskola, Fiatal Házasok Otthona, SAVARIA PLAZA |                                                                          |
| 29                                                                       | 25                                                                       | Károly Róbert utca 36.                                                   | 16                                                                       | 14                                                                       | 2A, 2C, 4H, 6, 6H, 8H, 20A, 20C, 23, 29A, 29C                                     | |                                                                          |
| 30                                                                       | 26                                                                       | Kőrösi Csoma Sándor utca                                                 | 15                                                                       | 13                                                                       |                                                                                   | Kőrösi Csoma Sándor utcai Óvoda, Dési Huber István Általános Iskola, Meseház Bölcsőde                                                                                        |                                                                          |
| 32                                                                       | 27                                                                       | Szent Gellért utca                                                       | 14                                                                       | 12                                                                       | 1U, 7H                                                                            | Rumi úti temető, Reguly Antal Általános Iskola |                                                                          |
| 33                                                                       | 28                                                                       | Rumi út 142.                                                             | 12                                                                       | 11                                                                       | 1U, 7H                                                                            | Savaria Nett-Pack Kft. |                                                                          |
| 34                                                                       | 29                                                                       | Csititó                                                                  | 11                                                                       | 10                                                                       | 1U                                                                                | Művelődési Ház, Speidel Kft. |                                                                          |
| 35                                                                       | 30                                                                       | Bendefy László utca                                                      | 9                                                                        | 8                                                                        | 1U                                                                                | Szombathely-Szőlős |                                                                          |
| 36                                                                       | 31                                                                       | Bükkfa utca                                                              | ∫                                                                        | ∫                                                                        | 1U                                                                                | |                                                                          |
| ∫                                                                        | ∫                                                                        | Szent István király utca 7. (Korábban: Szent István király utca 49.)     | 7                                                                        | 6                                                                        | 1U                                                                                | Szombathely-Szőlős |                                                                          |
| 37                                                                       | 32                                                                       | Komárom utca                                                             | ∫                                                                        | ∫                                                                        | 1U                                                                                | Gyöngyöshermáni temető |                                                                          |
| ∫                                                                        | ∫                                                                        | Harangláb                                                                | 6                                                                        | 5                                                                        | 1U                                                                                | |                                                                          |
| 38                                                                       | 33                                                                       | Török Ignác utca                                                         | ∫                                                                        | ∫                                                                        | 1U                                                                                | Gyöngyöshermán |                                                                          |
| ∫                                                                        | ∫                                                                        | Győzelem utca                                                            | 5                                                                        | 4                                                                        | 1U                                                                                | Szent István lakópark, Szegedy-kastély, Játéksziget Óvoda |                                                                          |
| 39                                                                       | 34                                                                       | Izsó Miklós utca                                                         | ∫                                                                        | ∫                                                                        | 1U                                                                                | Rádióállomás, Szily-kastély |                                                                          |
| ∫                                                                        | ∫                                                                        | Szentkirály, autóbusz-váróterem                                          | 3                                                                        | 3                                                                        | 1U                                                                                | Szent István király templom, Szentkirályi temető |                                                                          |
| 41                                                                       | 35                                                                       | Sport tér                                                                | ∫                                                                        | ∫                                                                        | 1U                                                                                | Sport tér |                                                                          |
| ∫                                                                        | ∫                                                                        | Bogáti út 10.                                                            | 2                                                                        | 2                                                                        | 1U                                                                                | |                                                                          |
| 42                                                                       | 36                                                                       | Bogát, bejárati út                                                       | ∫                                                                        | ∫                                                                        | 1U                                                                                | |                                                                          |
| 44                                                                       | 38                                                                       | Bogát, szociális otthon                                                  | 0                                                                        | 0                                                                        | 1U                                                                                | Bogáti Festetics kastély (Szociális Otthon), Bogáti focipálya |                                                                          |